# Верещагин, Виктор Анатольевич
Ви́ктор Анато́льевич Вереща́гин (18 декабря 1988, Новокузнецк, Кемеровская область — 11 июля 2010, Новокузнецк, Кемеровская область) — российский боксёр минимальной весовой категории, выступал за сборную России во второй половине 2000-х годов. Чемпион Европы среди студентов, бронзовый призёр чемпионата России, победитель международных и российских турниров. На соревнованиях представлял Кемеровскую и Новосибирскую области, мастер спорта международного класса.

## Биография
Виктор Верещагин родился 18 декабря 1988 года в Новокузнецке, Кемеровская область. Активно заниматься боксом начал в возрасте двенадцати лет в местном клубе «Сибирский ринг» у тренера Алексея Тепчегешева, спустя пять лет продолжил подготовку у таких специалистов как Олег Малик и Юрий Емельянов. Первого серьёзного успеха на ринге добился в 2007 году, когда в категории до 48 кг стал чемпионом Сибирского федерального округа и призёром всероссийских соревнований «Олимпийские надежды» в Оренбурге — тем самым выполнил норматив мастера спорта. В 2008 году выиграл серебряную медаль на чемпионате России среди студентов в Набережных Челнах, получил бронзу на международном турнире в Испании, занял первое место на «Олимпийских надеждах».
В 2009 году Верещагин одержал победу на чемпионате Европы среди студентов в Элисте, завоевал бронзовую медаль на взрослом первенстве России, победил на международном турнире имени Ахмата Кадырова в Грозном — за эти достижения ему было присвоено звание мастера спорта международного класса. В начале сезона 2010 года должен был ехать на сборы в Новосибирск, а затем выступать на международном турнире в Монголии, но 11 июля во время отдыха в родном Новокузнецке насмерть разбился на машине.
Как установило следствие, примерно в шесть часов утра автомобиль Toyota, за рулём которого был Верещагин, ехал по улице 40 лет ВЛКСМ и врезался в автобус ПАЗ, после чего вылетел на встречную полосу движения, столкнулся с бордюром и ударился о столб. Двое пассажиров Верещагина в тяжёлом состоянии были доставлены в больницу, сам спортсмен погиб на месте. Ежегодно в Новокузнецке проходит юношеский боксёрский турнир памяти Виктора Верещагина.